# Beatrice Chepkoech
Beatrice Chepkoech Sitonik (Bornet, Kenya, 6 de juliol de 1991) és una corredora de fons i de mig fons kenyana especialitzada en la cursa de 3.000 metres obstacles. Ha participat en 3 Olimpíades. A més ha guanyat 2 medalles (1 d'or) en els Campionats del Món i 1 medalla d'or en els Campionats d'Àfrica de 2018, disputats a Asaba. És l'actual posseïdora del rècord mundial en aquesta disciplina, amb un temps de 8:44.32, assolit el 20 de juliol de 2018 a la prova de Mònaco de la Diamond League. Amb aquest temps es va convertir en la primera dona a trencar 8:50 i 8:45. També ostenta el rècord nacional de Kenya en els 1.500 metres en pista coberta, amb una marca de 4:01.17 minuts aconseguit a Polònia el 2024.

## Biografia
Chepkoech va començar la seva carrera en curses en ruta, ocupant els tres primers llocs el 2014 en diverses curses de baix nivell a Alemanya i els Països Baixos. El 2015 va passar a córrer en pista i va establir una millor millor marca personal en els 1.500 metres de 4:03,28 minuts, amb la qual va guanyar la KBC Night of Athletics. Aquest temps la va situar fora de les vint millors esportistes de la temporada i va ser la cinquena keniana més ràpida. L'any 2015 va obtenir la medalla de bronze a l'esdeveniment als Jocs Africans.

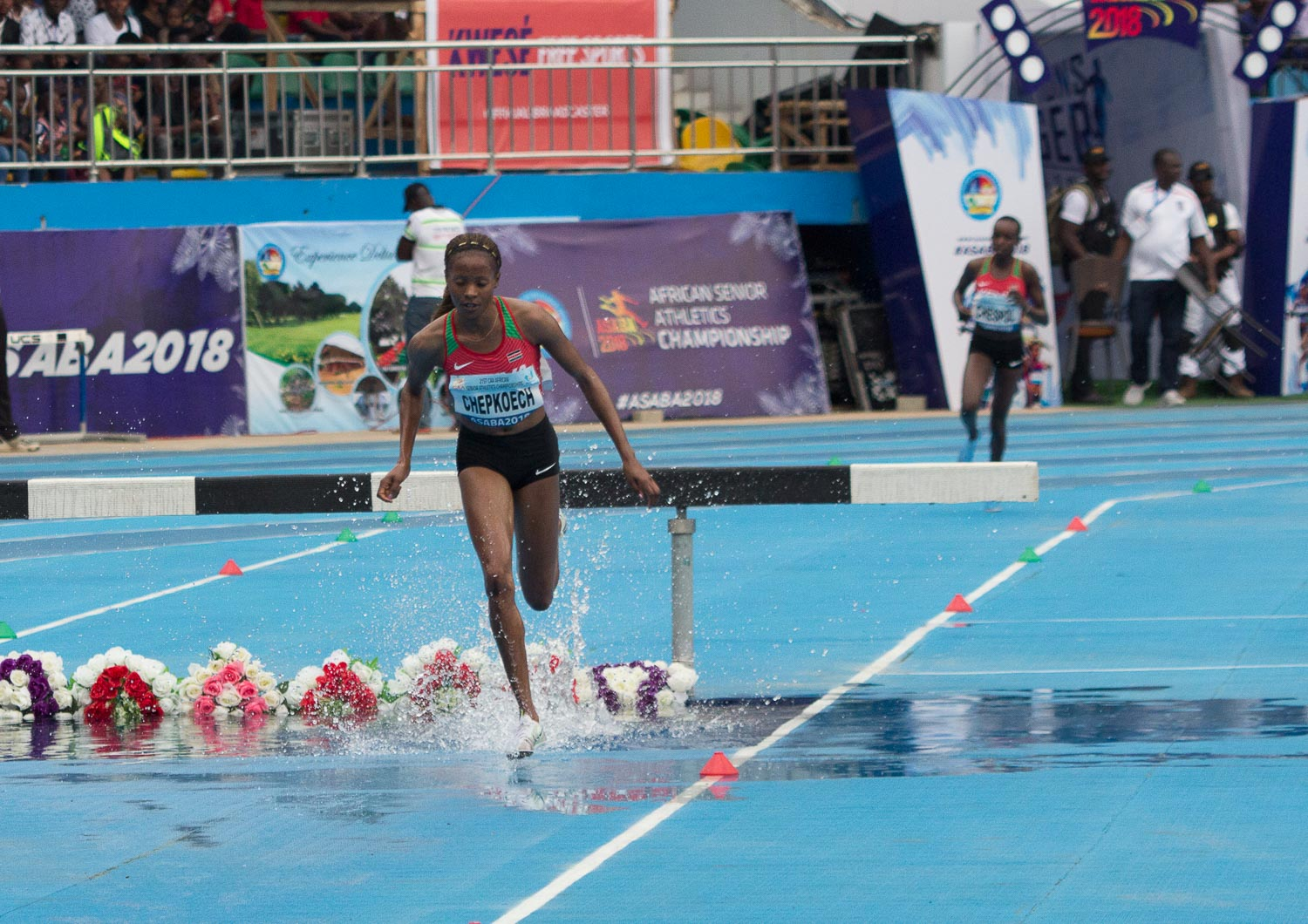
Beatrice Chepkoech competint al Campionat Africà d'atletisme 2018 a Asaba, Nigèria

Va acabar la temporada 2015 amb una cursa de 2.000 metres obstacles a l'ISTAF Berlín i això la va impulsar a provar la cursa olímpica dels 3.000 metres. Va fer una transició exitosa i al circuit de la IAAF Diamond League de 2016 va córrer 9:17.41 minuts, obtenint la quarta posició al Prefontaine Classic abans de quedar segona a la Stockholm Diamond League. Va ocupar la cinquena posició mundial en entrar als Jocs Olímpics de Rio 2016.
Als Jocs de la Commonwealth de 2018 Chepkoech acabar en segona posició als 1.500 metres, darrere de la sud-africana Caster Semenya. El juliol d'aquell any, va reduir en vuit segons el rècord mundial femení en la cursa d'obstacles de 3.000 metres que havia establert dos anys abans l'atleta de Bahrain Ruth Jebet, guanyant la cursa de la IAAF Diamond League Mònaco en 8:44.32.
El 2019, va competir en la cursa femenina sènior al Campionat del Món de Cross Country de la IAAF 2019 celebrat a Aarhus, Dinamarca, on va acabar en 7a posició.
El febrer de 2021 va batre el rècord mundial femení de 5 km en carretera (cursa mixta), amb un temps de 14 minuts 43 segons, a la Marocco Run. El rècord mundial anterior en aquesta prova l'havia establert Caroline Kipkirui el 2018 amb 14:48. Sifan Hassen va córrer la cursa de 5 km el 2019 (només per a dones) amb 14:44.
El 2022 no va poder participar al Campionat del Món d'Eugene degut a una lesió. Un any més tard, aconseguia la medalla de plata en el Campionat del Món de Budapest.
En els Jocs Olímpics de París, aconseguia arribar a la final, tot i que quedava en la 6a posició.

## Marques personals
| Disciplina                    | Marca      | Seu     | Data                 |
| ----------------------------- | ---------- | ------- | -------------------- |
| 3.000m obstacles              | 8:44.32 WR | Mònaco  | 20 de juliol de 2018 |
| 3.000 metres llisos           | 8:22.68    | Glasgow | 2 de març de 2024    |
| 1.500 metres en pista coberta | 4:01.17 NR | Torun   | 6 de febrer de 2024  |

## Trajectòria internacional[16]
| Jocs Olímpics      | Jocs Olímpics  | Jocs Olímpics | Jocs Olímpics          |
| Any                | Seu            | Posició       | Prova                  |
| ------------------ | -------------- | ------------- | ---------------------- |
| 2016               | Rio de Janeiro | 4a posició    | 3.000 metres obstacles |
| 2020               | Tòquio         | 7a posició    | 3.000 metres obstacles |
| 2024               | París          | 6a posició    | 3.000 metres obstacles |
| Campionat del Món  |                |               |                        |
| 2017               | Londres        | 4a posició    | 3.000 metres obstacles |
| 2019               | Doha           | 1             | 3.000 metres obstacles |
| 2023               | Budapest       | 2             | 3.000 metres obstacles |
| Jocs Africans      |                |               |                        |
| 2015               | Brazzaville    | 3             | 1.500m llisos          |
| 2024               | Accra          | 1             | 3.000 metres obstacles |
| 2024               | Accra          | 1             | 5.000 metres           |
| Campionat d'Àfrica |                |               |                        |
| 2018               | Asaba          | 1             | 3.000 metres obstacles |